# Marta Esteban i Roca
Marta Esteban i Roca (Barcelona, 26 de maig del 1949), és una productora i directora de cinema catalana. Va estudiar ciències econòmiques a la Universitat de Barcelona i música al Conservatori de la capital catalana. Fou expedientada a la universitat per la seva tendència política antifranquista.

## Carrera professional
Esteban va traslladar-se al Perú després de morir Franco i hi va residir entre els anys 1976 i 1982. Allà realitzà un seguit de documentals. L'any 1976 creà la productora "Marxa" amb Alejandro Legaspi i Mario Jacob com a socis. La productora va ser inscrita en el registre espanyol, però va servir a Esteban per dur a terme diferents projectes al país sud-americà on s'havia traslladat. Després de tornar a Catalunya l'any 1985 inicia la seva col·laboració amb Televisió de Catalunya (TVC), esdevenint la realitzadora de programes com Curar-se en salut (1984-1985), El món del cinema (1987-1991) o Cinema 3 (1985-1991). Mentre treballava a TVC va fundar l'empresa "Off Line" a Madrid, encarregada de montatge i producció de videoclips. L'any 1991 abandonà TVC per dedicar-se juntament amb Gerardo Herrero a l'activitat de productora executiva i accionista de la companyia "Messidor Films SL", amb la qual ha produït pel·lícules de directors com Alain Tanner, Ken Loach, Cesc Gay o Joaquim Oristrell. L'any 2001 va crear "Impossible Films", una nova productora amb la qual va promoure films com el curt 150 kg (2002), de Daniel Gimelberg; i els llargs Golpes (2003) d'Elias Quiroga i Excuses! (2003) de Joel Joan. Forma part dels socis dels cinemes Renoir de Barcelona.

## Filmografia

### Directora
- 1977. Y se hace el silencio
- 1980. Ayllu sin tierra
- 1982. Misti
- 1983. Lucre
- 1991. Making of de Un hombre y su sombra d'Alain Tanner
- 1992. Los más pequeños (migmetratge)
- 1996. Conflictos olvidados

### Productora
- 1977. Y se hace el silencio. Dirigida per Marta Esteban, Alejandro Legaspi i Mario Jacob
- 1980. Ayllu sin tierra. Dirigida per Marta Esteban, Alejandro Legaspi i Mario Jacob
- 1982. Misti. Dirigida per Marta Esteban, Alejandro Legaspi i Mario Jacob
- 1982. Yawar Mayu. Dirigida per Araken Vas Galvao
- 1992. El diari de Lady M. Dirigida per Alain Tanner
- 1994. Terra i llibertat. Dirigida per Ken Loach
- 1996. La sal de los Andes. Dirigit per Pere Neira (documental)
- 2000. Kràmpack. Dirigida per Cesc Gay
- 2001. Flors de sang. Dirigida per Myriam Mézières i Alain Tanner
- 2002. 150 kg. Dirigit per Daniel Gimelberg (curt)
- 2002. A la ciutat. Dirigida per Cesc Gay
- 2003. Núvols d'estiu. Dirigida per Felipe Vega
- 2003. Inconscients. Dirigida per Joaquim Oristrell
- 2003. Golpes. Dirigida per Elias Quiroga
- 2003. Excuses!. Dirigida per Joel Joan
- 2005. Hormigas en la boca. Dirigida per Mariano Barroso
- 2005. Tu vida en 65'. Dirigida per Maria Ripoll
- 2006. Ficció. Dirigida per Cesc Gay
- 2007. Atles de geografia humana. Dirigida per Azucena Rodríguez
- 2007. Diario Argentino. Dirigit per Guadalupe Pérez García (documental)
- 2008. Letargo. Dirigit per Francesc Orella (curt)
- 2009. Dieta mediterránea. Dirigida per Joaquim Oristrell
- 2009. V.O.S. Dirigida per Cesc Gay
- 2012. La història del home que caminava cap enrere. Dirigit per Laia Bosch
- 2012. Una pistola a cada mà. Dirigida per Cesc Gay
- 2012. Volare. Dirigida per Joaquim Oristrell (TV movie)
- 2013. Mi otro yo. Dirigida per Isabel Coixet
- 2014. Marsella. Dirigida per Belén Macías
- 2015. L'adopció. Dirigida per Daniela Féjerman
- 2015. Truman. Dirigida per Cesc Gay
- 2018. No dormirás. Dirigida per Gustavo Hernández

## Reconeixements
- L'any 1994 fou premiada amb el Premi Sant Jordi de Cinematografia, per la seva tasca integradora respecte al cinema europeu.
- L'any 1996 fou guardonada amb el Premi Nacional de Cinema, concedit per la Generalitat de Catalunya, per la seva tasca en l'àrea de producció.